# Кевелаер
Кевелаер (њем. Kevelaer) град је у њемачкој савезној држави Северна Рајна-Вестфалија. Једно је од 16 општинских средишта округа Клефе. Према процјени из 2010. у граду је живјело 28.296 становника. Посједује регионалну шифру (AGS) 5154032, NUTS (DEA1B) и LOCODE (DE KEV) код.

## Географски и демографски подаци
Кевелаер се налази у савезној држави Северна Рајна-Вестфалија у округу Клефе. Град се налази на надморској висини од 20 метара. Површина општине износи 100,5 km². У самом граду је, према процјени из 2010. године, живјело 28.296 становника. Просјечна густина становништва износи 282 становника/km².

## Међународна сарадња
| Мјесто            | Држава               | Врста сарадње | Од    |
| ----------------- | -------------------- | ------------- | ----- |
| Бери Сент Едмундс | Уједињено Краљевство | партнерство   | 1981. |
| Извор             |                      |               |       |